# Martin Kollar
Pour les articles homonymes, voir Kollar.
Martin Kollar (en slovaque Martin Kollár), né le 23 novembre 1971 à Žilina est un photographe slovaque.
Il est lauréat du Prix Élysée en 2015.

## Biographie
Il fait ses études à la faculté de cinéma de Bratislava et y reçoit un diplôme de l'Académie des arts vivants de Bratislava et de l'Institut cinématographique. Il entre en 2003 à l'Agence VU. Ses nombreuses photographies de la vie quotidienne slovaque sont publiées dans des revues et journaux du monde entier tels Le Monde 2, Libération, Géo, Courrier International, etc.. 
Il reçoit le prix Oskar-Barnack en 2014.
Il reçoit le Prix Élysée en 2015 pour son projet Provisional Arrangement.

## Expositions
- 2016 : Martin Kollar. Provisional Arragement, Photo Élysée, Lausanne, Suisse[4]

## Publications

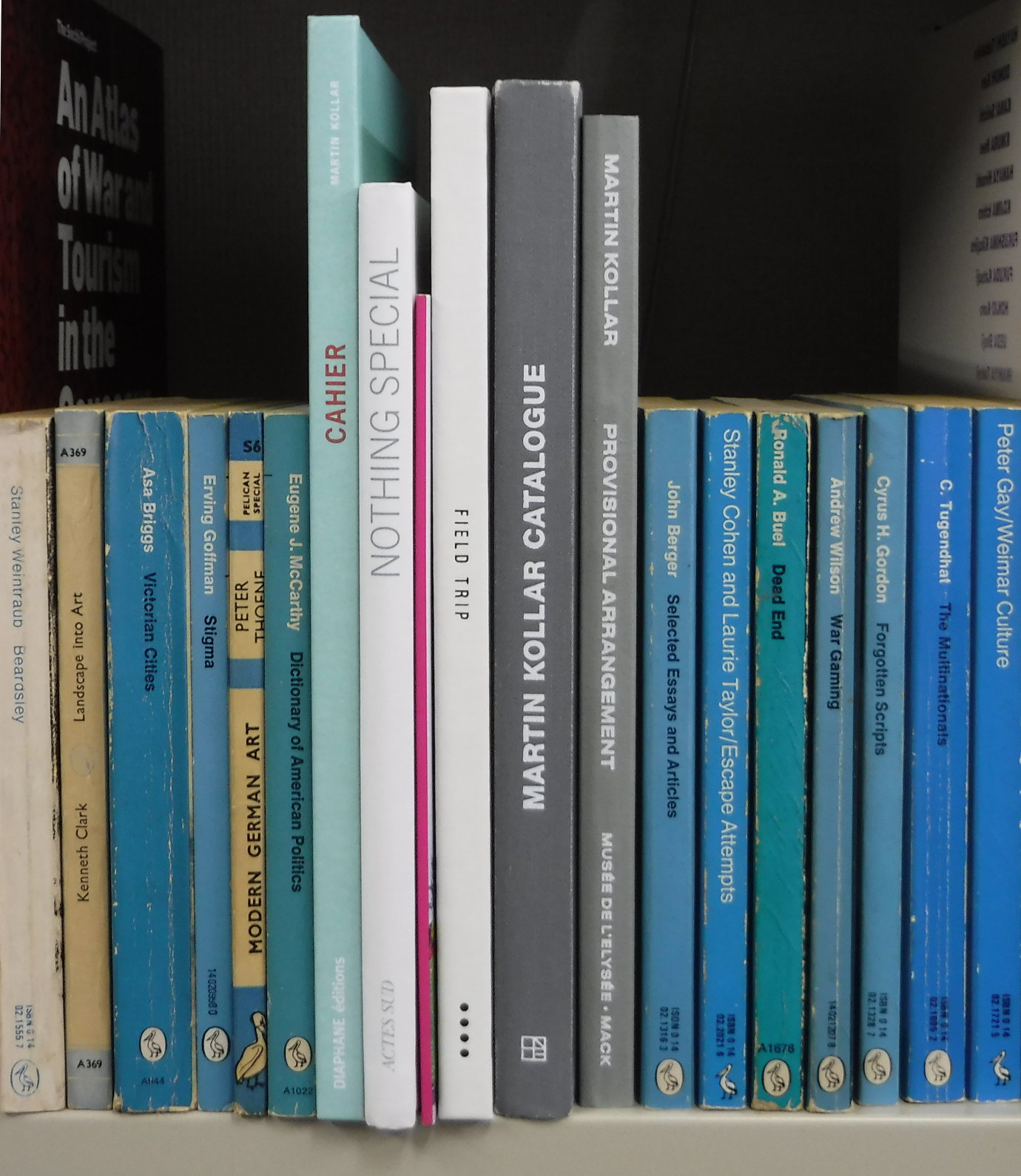
Quelques livres de Martin Kollar

- Slovensko 001 : Obrazová správa o stave krajiny = Slovakia 001 : A pictorial report on the state of the country, Inštitút pre verejné otázky, Bratislava, 2001  (ISBN 9788088935254).
- Nothing special, Actes Sud, Arles, 2007  (ISBN 9782742767427).
- Cahier, Diaphane, Montreuil-sur-Brèche, 2011  (ISBN 9782919077038).
- Field trip, Mack, Londres, 2013  (ISBN 9781907946486).
- Catalogue, Slovenská Národná Galéria, Bratislava, 2015.
- Provisional arrangement, Mack, Londres, 2016  (ISBN 9781910164501).